# 澤田賢澄
澤田 賢澄（さわだ けんしょう、1986年6月23日 - ）は、三重県伊賀市出身の俳優、または力士俳優。本名同じ。元大相撲力士であり、現役当時の四股名は千代の眞（ちよのしん）。所属部屋は九重部屋。最高位は西幕下59枚目)。生涯成績は216勝198敗20休/414出場 (63場所)。改名歴は澤田 
賢澄→千代の真 賢澄→千代の真 悟→千代の眞 賢澄。初土俵は平成14年3月。最終場所は平成24年9月。弟は九重部屋所属の元大相撲力士の千代の国憲輝。

## 来歴
稀勢の里寛・豪栄道豪太郎と同じ世代の花のロクイチ組の一人である。寺院の息子として生まれ、少年時代は日本空手道・義心塾で空手を習うなど大の格闘技好きだった。2歳下の妹・真裕美、4歳下の弟・憲輝（後の千代の国）と共に父に厳しく拳骨で育てられたこともあり、数々の大会に出場し、賞を受賞するなどして「伊賀の澤田3兄弟」と全国に名が知れ渡るほどであった。
中学校2年生の夏休みに父に連れられ、弟・憲輝と共に名古屋場所の九重部屋宿舎に訪れ、稽古見学を体験した事をきっかけに入門を決意する。
入門動機は「父親が厳し過ぎて家を出たかった」から。
膝の怪我や、首の骨折がありながらも幕下まで昇進するも、間もなく原因不明の腎炎を患ってしまい体重が急激に落ち込み、半年で約40kgほど痩せてしまう。完治後に再起をかけ増量に励むが、ちょうどこの頃、実弟の千代の国が幕内に昇進し、自身は力士引退を決意する。
本人曰く「あのタイミングじゃなきゃズルズル引退を先延ばしにして、ろくでもない兄弟子になっていた気がする」と語っている。
平成24年9月場所を最後に引退し、その後10年間は飲食店を経営する。
焼肉屋→ちゃんこ屋と試行錯誤しながら経営する最中、新型コロナウイルスが直撃。「このままでは終わってしまう。俺の人生これで終わって良いのか?」と考えていた矢先、NetflixのオリジナルWebドラマ「サンクチュアリ -聖域-」のキャスト募集を知り応募する。
見事オーディションに受かり”猿谷”役を勝ち取り、俳優としてデビューする。現在、小錦八十吉（元大関・小錦）らと共に世界各国にて相撲SHOWを公演している。
2024年4月20日早朝、自宅で倒れ脳幹出血で病院に搬送される。同年6月8日、弟千代の国の最後の一番として対戦予定だったがそれも叶わず「断髪者一覧」として「澤田賢澄」の名が呼び上げられた。入院治療中の現在は奇跡的に目が開いて声掛けに反応できるまで回復しているという。

## 人物
相撲、空手を特技とし、趣味に食べ歩きや読書、ゲーム、漫画やアニメの鑑賞を挙げている。

## 出演
- THE RELUCTANT TRAVELER WITH EUGENE LEVY（AppleTV+） - 力士 役[6]。
- サンクチュアリ -聖域-（Netflix、2023年5月4日配信開始） - 猿谷 役[7]。
- SUMO+SUSHI USA西海岸ツアー（2022年）
- サウジアラビアJAPANアニメタウン相撲イベント（2023年）
- ダナン三日月ホテル　相撲イベント（2023年）
- UrbanLadder（インド家具ブランド） TVCM＆広告（2023年）
- 有吉クイズ（テレビ朝日、2023年9月9日）

## 大相撲時代の成績
| | 一月場所 初場所（東京） | 三月場所 春場所（大阪） | 五月場所 夏場所（東京） | 七月場所 名古屋場所（愛知） | 九月場所 秋場所（東京）   | 十一月場所 九州場所（福岡） |
| --- | ----------------------- | ----------------------- | ----------------------- | --------------------------- | ------------------------- | --------------------------- |
| 2002年 （平成14年） | x                       | （前相撲）              | 西序ノ口43枚目 4–3      | 西序ノ口筆頭 1–6            | 東序ノ口26枚目 6–1        | 東序二段56枚目 1–6          |
| 2003年 （平成15年） | 東序二段100枚目 3–4     | 東序二段104枚目 3–4     | 西序二段106枚目 4–3     | 東序二段76枚目 3–4          | 西序二段96枚目 4–3        | 西序二段69枚目 3–4          |
| 2004年 （平成16年） | 東序二段89枚目 4–3      | 東序二段66枚目 4–3      | 東序二段46枚目 2–5      | 西序二段71枚目 休場 0–0–7   | 東序ノ口14枚目 5–2        | 西序二段83枚目 3–4          |
| 2005年 （平成17年） | 西序二段105枚目 5–2     | 東序二段54枚目 5–2      | 西序二段13枚目 1–6      | 西序二段52枚目 6–1          | 東三段目86枚目 3–4        | 東序二段4枚目 4–3           |
| 2006年 （平成18年） | 東三段目86枚目 3–4      | 西序二段4枚目 5–2       | 西三段目70枚目 4–3      | 西三段目50枚目 3–4          | 西三段目67枚目 5–2        | 西三段目35枚目 3–4          |
| 2007年 （平成19年） | 東三段目50枚目 3–4      | 東三段目65枚目 4–3      | 東三段目46枚目 3–4      | 東三段目55枚目 3–4          | 東三段目71枚目 5–2        | 東三段目42枚目 2–5          |
| 2008年 （平成20年） | 東三段目64枚目 5–2      | 西三段目31枚目 3–4      | 西三段目46枚目 4–3      | 西三段目31枚目 3–4          | 西三段目46枚目 4–3        | 西三段目29枚目 5–2          |
| 2009年 （平成21年） | 西三段目7枚目 3–4       | 東三段目23枚目 5–2      | 西幕下59枚目 3–4        | 西三段目11枚目 2–5          | 東三段目38枚目 5–2        | 東三段目12枚目 2–5          |
| 2010年 （平成22年） | 西三段目41枚目 5–2      | 東三段目13枚目 4–3      | 西三段目3枚目 2–5       | 東三段目28枚目 5–2          | 東三段目2枚目 3–4         | 東三段目15枚目 3–4          |
| 2011年 （平成23年） | 西三段目29枚目 4–3      | 八百長問題 により中止   | 東三段目17枚目 1–0–6    | 西三段目36枚目 休場 0–0–7   | 西三段目94枚目 3–4        | 西序二段7枚目 6–1           |
| 2012年 （平成24年） | 西三段目45枚目 5–2      | 東三段目21枚目 4–3      | 東三段目9枚目 2–5       | 東三段目34枚目 3–4          | 東三段目35枚目 引退 5–2–0 | x                           |
| 各欄の数字は、「勝ち-負け-休場」を示す。 優勝 引退 休場 十両 幕下 三賞：敢=敢闘賞、殊=殊勲賞、技=技能賞 その他：★=金星 番付階級：幕内 - 十両 - 幕下 - 三段目 - 序二段 - 序ノ口 幕内序列：横綱 - 大関 - 関脇 - 小結 - 前頭（「#数字」は各位内の序列） |                         |                         |                         |                             |                           |                             |

### 改名歴
- 澤田 賢澄（さわだ けんしょう）2002年3月場所 - 2005年9月場所
- 千代の真 賢澄（ちよのしん けんしょう）2005年11月場所 - 2008年9月場所
- 千代の眞 悟（ちよのしん さとる）2008年11月場所 - 2011年7月場所
- 千代の眞 賢澄（ちよのしん けんしょう）2011年9月場所 - 2012年9月場所